# Jean Le Bidois
Jean Le Bidois (... – 13 marzo 1927) è stato un calciatore francese, di ruolo portiere.

## Carriera

### Nazionale
Partecipò come riserva ai Giochi Olimpici del 1920.